# Winners of the Wilderness
Winners of the Wilderness (bra: Espadas e Corações) é um filme mudo estadunidense de 1927, dos gêneros guerra e drama histórico, dirigido por W. S. Van Dyke, estrelado por Tim McCoy, e co-estrelado por Joan Crawford e Roy D'Arcy. A produção foi fotografada principalmente em preto e branco, mas uma cena foi feita em Technicolor.

## Sinopse
O hábil lutador selvagem Coronel Dennis O'Hara (Tim McCoy) se apaixona por Rene Contrecoeur (Joan Crawford), filha do general Contrecoeur (Edward Connelly), comandante das forças francesas durante a Guerra Franco-Indígena (1754–1763). Os indígenas – comandados por Pontiac (Chief John Big Tree) – sequestram Rene, o que faz O'Hara tentar resgatá-la e se casar com ela.

## Elenco
- Tim McCoy como Coronel Dennis O'Hara
- Joan Crawford como Rene Contrecoeur
- Edward Connelly como General Contrecoeur
- Roy D'Arcy como Capitão Dumas
- Louise Lorraine como Mimi
- Edward Hearn como General George Washington
- Tom O'Brien como Timothy
- Will Walling como General Edward Braddock
- Frank Currier como Governador de Vaudreuil
- Lionel Belmore como Governador Dinwiddie da Virgínia
- Chief John Big Tree como Chefe Pontiac

## Recepção

### Bilheteria
De acordo com os registros da Metro-Goldwyn-Mayer, o filme arrecadou US$ 158.000 nacionalmente e US$ 125.000 no exterior, totalizando US$ 283.000 mundialmente. O retorno lucrativo da produção foi de US$ 197.000.